# Giuseppe Balista
Giuseppe Balista foi presidente da província autônoma de Trento na Itália de 20 de dezembro de 1948 a 19 de dezembro de 1952.